# Liste der Monuments historiques in Cruguel
Die Liste der Monuments historiques in Cruguel führt die Monuments historiques in der französischen Gemeinde Cruguel auf.

## Liste der Bauwerke
| Bezeichnung              | Beschreibung | Standort               | Kennzeichnung | Schutzstatus | Datum | Bild           |
| ------------------------ | ------------ | ---------------------- | ------------- | ------------ | ----- | -------------- |
| Schloss                  |              | Les Timbrieux (Lage)   | PA00091174    | Inscrit      | 1925  | weitere Bilder |
| Fontaine de Saint-Brieuc |              | Le Bourg (Lage)        | PA00091175    | Inscrit      | 1935  | weitere Bilder |
| Haus                     |              | Rue du Souvenir (Lage) | PA56000002    | Inscrit      | 1996  | weitere Bilder |
| Haus                     |              | La Ville au Lau (Lage) | PA56000003    | Inscrit      | 1996  | weitere Bilder |
| Windmühle                |              | (Lage)                 | PA56000004    | Classé       | 1996  | weitere Bilder |

## Liste der Objekte
- Monuments historiques (Objekte) in Cruguel in der Base Palissy des französischen Kultusministeriums